# Brainstorm
Prāta Vētra, међународно позната као Brainstorm, је летонски поп/рок бенд. Бенд је постао међународно популаран 2000. када су освојили треће место на Евровизији са песмом „My Star“.

## Историја

### Формирање и прве године (1989–1996)
Бенд је основан у лето 1989. у Јелгави, од четворице бивших другара из разреда – Ренарса Кауперса, Јаниса Јубалтса, Гундарса Маушевича и Каспарса Рога. Убрзо након тога, бенду се придружио и њихов друг из разреда Марис Михелсонс. Састојао се од пет 14-годишњих момака под утицајем бендова Depeche Mode, U2 и R.E.M..
Септембра 1992. су објавили свој први сингл „Jo tu nāc“ и заузели 9. место у летонском популарном музичком такмичењу „Микрофони“. Уследио је њихов први албум, Vairāk nekā skaļi 1993. Главни сингл са овог албума је "Ziema", који има и музички спот.
1994. је био најмирнији период у историји бенда, иако су те године објавили макси-сингл Vietu nav, са само 500 издатих примерака. 1995. једна од ранијих песама бенда „Lidmašīnas“ (Авиони) постала је један од комерцијално најуспешнијих синглова у Летонији и песма године. Бенд је такође наступао у Немачкој и Великој Британији. Након експериментисања са алтернативном музиком, бенд се вратио мејнстрим музици и објавили свој следећи албум Veronika. Најпопуларније песме са албума биле су „Dārznieks“ (Баштар), „Apelsīns“ (Наранџаста) и „Lidmašīnas“ (Авиони), а посећеност концерта бенда је порасла.

## Чланови
- Ренарс Кауперс – вокал, гитара (1989 – данас)
- Јанис Јубалтс – гитара (1989 – данас)
- Марис Михелсонс – клавијатура, хармоника и други инструменти (1989 – данас)
- Каспарс Рога – бубњеви, удараљке (1989–данас)
- Гундарс Маушевич – бас гитара (1989–2004, умро 2004)

## Спољни линкови
- Званична веб страница
- Званични руски веб-сајт Архивирано на веб-сајту  (14. мај 2019)
- ВК заједница